# Naina Devi-stormloop
Op 3 augustus 2008 vond bij de tempel van Naina Devi een stormloop plaats. Ruim 162 mensen lieten het leven door deze stormloop die ontstond uit angst voor een aardverschuiving. Volgens Daljit Singh Manhas, een oud politie-officier uit de regio, lieten minstens 40 kinderen het leven. De Chief Minister doneerde 100.000 roepies aan de nabestaanden van de doden, en 50.000 roepies voor de gewonden. Volgens de Times Online waren op dat moment 50.000 mensen aanwezig ter gelegenheid van het negendaags festival voor de tempel.

## Reactie
Rajnath Singh, huidige leider van de Bharatiya Janata-partij, reageerde in de eerste uren na de ramp als volgt: "Ik betreur de dood van deze honderden pelgrims. Ik wil graag mijn medeleven betuigen voor de nabestaanden van slachtoffers en voor ieder die heeft geleden bij dit incident".